# Campsiura congoensis
Campsiura congoensis är en skalbaggsart som beskrevs av Bates 1890. Campsiura congoensis ingår i släktet Campsiura och familjen Cetoniidae. Inga underarter finns listade.